# Conrad Rethwisch
Conrad Rethwisch (* 31. August 1845 in Berlin; † 17. Mai 1921 ebenda) war ein deutscher Historiker und Schulmann.

## Leben
Er studierte in Bonn, Göttingen und Berlin Philologie und Geschichte und schloss sich besonders an Georg Waitz an, unter dem er 1868 den philosophischen Doktorgrad erwarb. Während seines Studiums in Göttingen wurde er 1865 Mitglied der Burschenschaft Brunsviga.
Ab 1869 war er Lehrer und ab 1883 Oberlehrer am Wilhelms-Gymnasium zu Berlin, später Direktor des Kaiserin-Augusta-Gymnasiums.

## Werke
- Die Berufung des Deutschen Ordens gegen die Preußen (Inauguraldissertation zur Erlangung der philosophischen Doktorwürde bei der Georg-August-Universität zu Göttingen). Moeser,  Berlin 1868 (Volltext). Nachdruck: Tolkemita e. V., Dieburg 2005.
- Westpreussens Wiederaufleben unter Friedrich dem Grossen. Berlin: Weber, 1872.
- Geschichtstabellen für höhere Schulen. Gaertner, Berlin 1883 (Digitalisat).
- Geschichtstabellen für Seminare, höhere Mädchen- und Mittelschulen. Gaertner, Berlin 1884 (Digitalisat).
- Der Staatsminister Freiherr v. Zedlitz und Preußens höheres Schulwesen im Zeitalter Friedrichs des Großen. Berlin: Oppenheim, 1886, 2. verm. Ausg.
- In Gemeinschaft mit Emil Schmiele verfasste er Geschichtstafeln für höhere Schulen (2. Aufl., Berlin 1890, zahlreiche weitere Auflagen, Digitalisat der 5. Aufl. 1906).
- Deutschlands höheres Schulwesen im neunzehnten Jahrhundert: geschichtlicher Überblick im Auftrage des Königl. Preußischen Ministeriums der geistlichen, Unterrichts- und Medizinal-Angelegenheiten; mit amtlichen Nachweisungen über den Besuch der höheren Lehranstalten des Deutschen Reiches. Berlin: Gaertner, 1893. Digitalisat
- Der bleibende Wert des Laokoon. 2. Aufl. Berlin: Weidmann, 1907.
- Die höheren Lehranstalten und das Mädchenschulwesen im Deutschen Reich. (Zusammen mit Rudolf Lehmann und Gertrud Bäumer). Hrsg. v. W. Lexis. Berlin: Asher; Berlin: Behrend, 1904.
- Leopold von Ranke als Oberlehrer in Frankfurt a.O. Berlin: Weidmann, 1908. (Das Unterrichtswesen im Deutschen Reich; Bd. 2).

- Mit einer Anzahl anderer Gelehrten gab er ab 1887 die Jahresberichte über das höhere Schulwesen (Berlin) heraus, die sich rasch verdientes Ansehen erworben haben.